# Tarenna curtisii
Tarenna curtisii là một loài thực vật có hoa trong họ Thiến thảo. Loài này được (King) F.N.Williams miêu tả khoa học đầu tiên năm 1905.